# Parhydraena brevipalpis
Parhydraena brevipalpis är en skalbaggsart som först beskrevs av Régimbart 1906.  Parhydraena brevipalpis ingår i släktet Parhydraena och familjen vattenbrynsbaggar. Inga underarter finns listade i Catalogue of Life.